# Aula der Georg-August-Universität

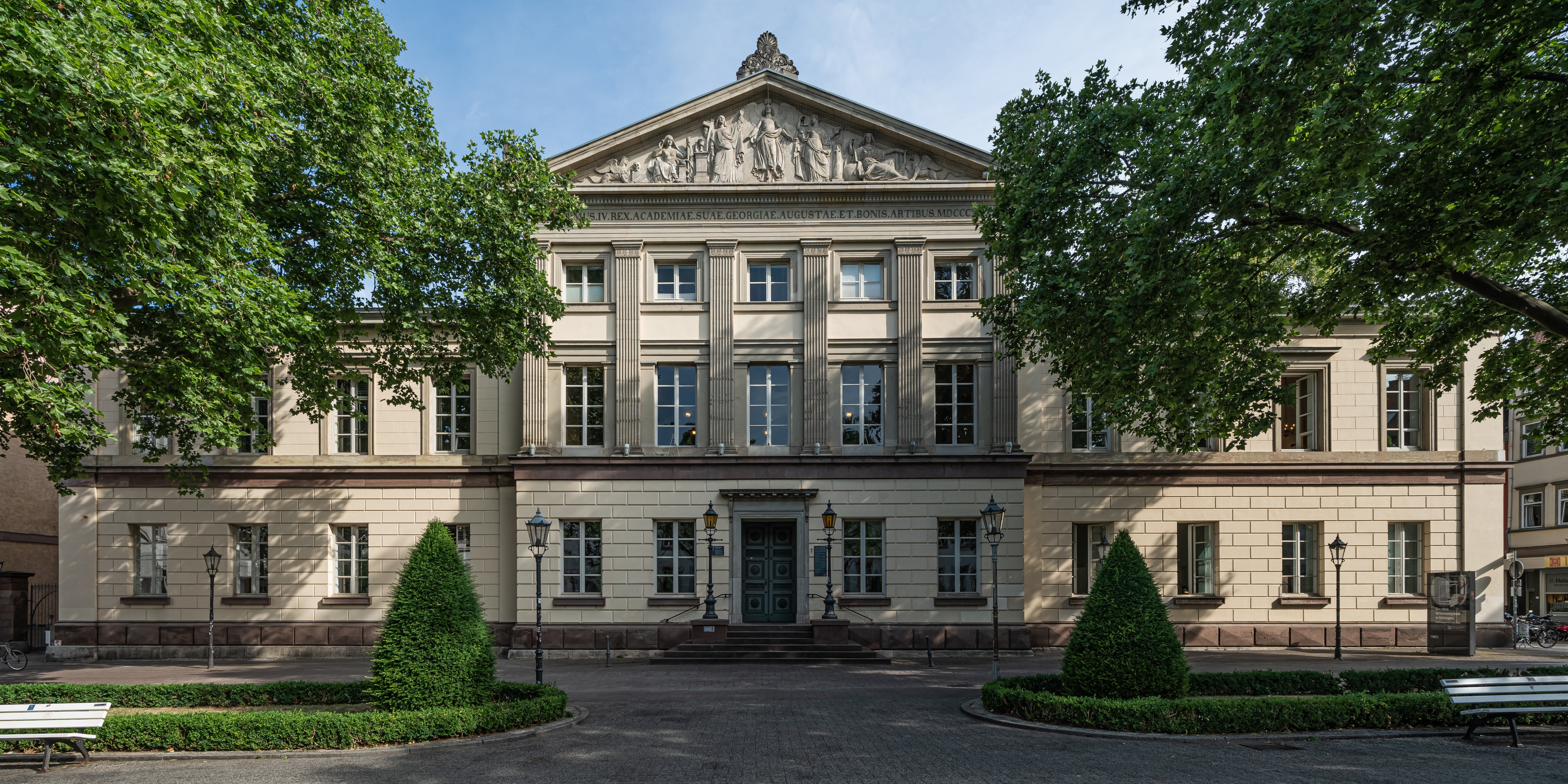
Südfassade der Aula (2022)

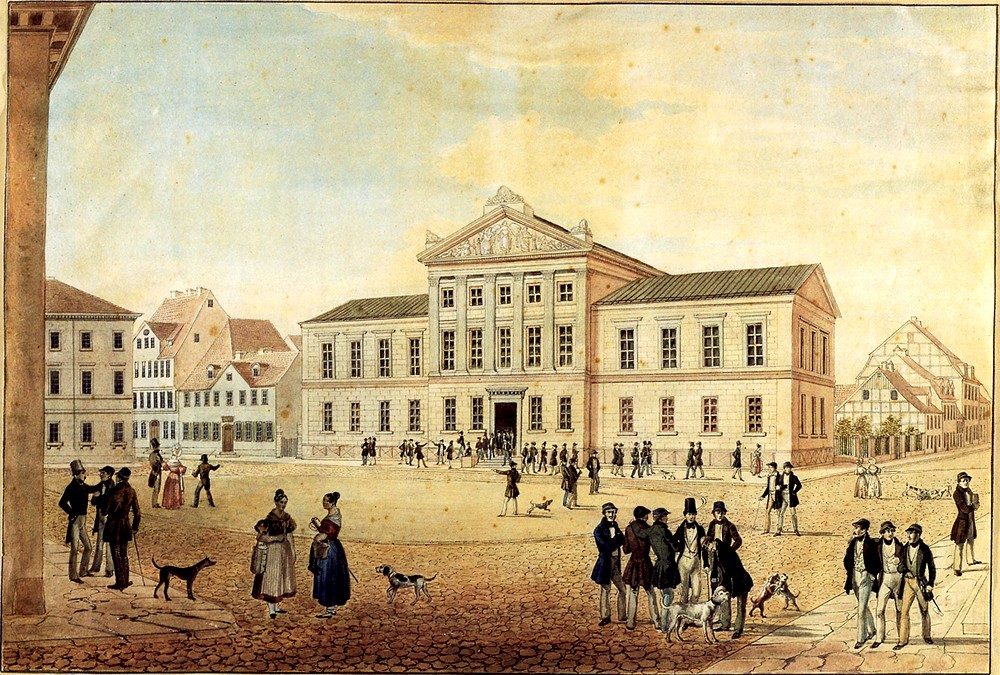
Die Aula um 1837

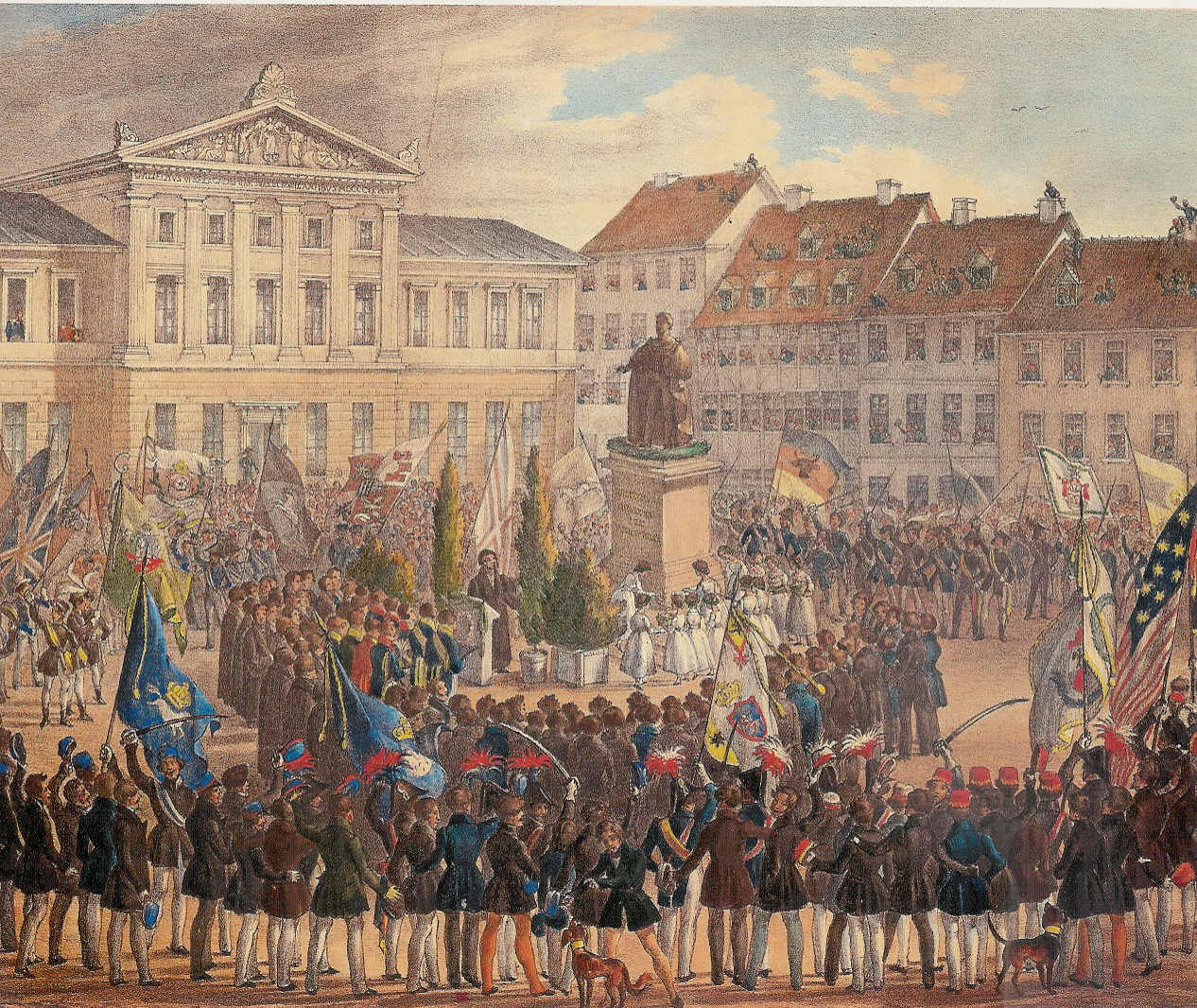
Enthüllung des Denkmals für Wilhelm IV. 1837 mit Aula links im Hintergrund

Die Aula der Georg-August-Universität wurde 1835–1837 als festliche Aula der Georg-August-Universität in der Innenstadt von Göttingen am Wilhelmsplatz erbaut und im September 1837 anlässlich der ersten Hundertjahrfeier der Universität eingeweiht. Bauherr des Aulagebäudes war Wilhelm IV. als König des Vereinigten Königreichs von Großbritannien und Irland sowie in Personalunion König von Hannover und in dieser Eigenschaft formell Rektor der Universität Göttingen. Er stiftete 1835 zusätzlich 3000 Pfund Sterling zu den Baukosten. Die repräsentativ im klassizistischen Baustil errichtete Aula ist neben dem Auditorium das wichtigste Göttinger Universitätsgebäude aus der Zeit zwischen der ersten Bauwelle nach der Gründung im 18. Jahrhundert und den zahlreichen Universitätsneubauten der Preußische Kultusverwaltung nach der Annexion Hannovers durch Preußen 1866.  

## Baugeschichte
Anlass zum Neubau der Aula war die nach dem Umbau der Paulinerkirche zur erweiterten Universitätsbibliothek seit 1812 weggefallene Nutzung der Universitätskirche für repräsentiven Versammlungen und Feiern der Universität. Bemängelt wurde seither, „daß es an einem hinreichend geräumigen und zugleich anständigen Locale für feierliche Handlungen der Universität gänzlich fehle“. Zudem verlangten mehrere akademische Lehrer nach einem großen Saal für gut besuchte Vorlesungen. Hinzu kam schließlich die für 1837 mit hoher Prominenz geplante große „Säkularfeier der Universität“, für die es in Göttingen keine entsprechenden universitären Räumlichkeiten gab.

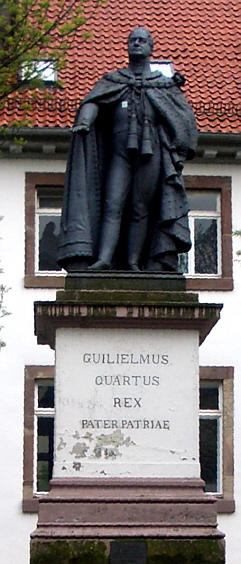
Denkmal für Wilhelm IV. gegenüber der Aula

Im Ergebnis längerer Suche nach einem geeigneten Bauplatz in der Nähe der damaligen Hauptgebäude der Universität rund um Paulinerkirche und das Kollegiengebäude entschied sich das zuständige Ministerium in Hannover für einen gänzlich anderen Standort am Neuen Markt im Osten der Innenstadt, der erst 1822 nach dem Abbruch der Barfüßerklosters entstanden war und dessen Platzränder nach und nach u. a. mit der Justizkanzlei neu bebaut und gestaltet wurden. Für das neue Universitätsgebäude war der nördliche Platzrand ausersehen, wo im Dezember 1834 für das nötige große Baugrundstück das ehemalige Palais des verstorbenen Bürgermeisters Conrad Hieronymus Tuckermann mit Hof und Garten sowie nebenan das der Stadt gehörende ehemalige St. Annen-Kloster erworben werden konnten.
Die Gebäudeplanung selbst stammte vom Universitätsbaumeister Otto Praël und dessen Assistenten Hermann Hunaeus schon seit dem Jahr 1832. Sie wurde allerdings nach Vorsprache von Göttinger Professoren unter der Führung des Philologen Karl Otfried Müller und des Historikers Friedrich Christoph Dahlmann beim Hof in Hannover in der Absicht auf mehr repräsentative Wirkung des Gebäudes überarbeitet. Die neuere Baugeschichtsforschung sieht in Müller den Spiritus rector der architektonischen Konzeption. Müller verstand es später in besonderem Maße auch seine Vorstellungen bei der klassizistischen Raumgestaltung und Ausstattung durchzusetzen. Seine Position im gelehrten Polychromiestreit schlug sich auch in der farblichen Ausgestaltung nieder.
Die endgültige Baufreigabe des britischen Königs erfolgte erst am 10. März 1835. Kaum einen Monat später fand nach Abbruch der Vorgängerbebauung am 7. April 1835 die feierliche Grundsteinlegung statt, zu der kurz darauf eine ausführliche Dokumentation erschien. Die dann unter zeitlichem Druck vorgenommene Ausführung der Großbaustelle lag bei dem Göttinger Bauunternehmer Christian Friedrich Andreas Rohns.
Die Fertigstellung des Aulagebäudes erlebte der am 20. Juni 1837 verstorbene König Wilhelm IV. nicht mehr, so dass sein Bruder als König Ernst August im September 1837 in einer zweitägigen Festveranstaltung sowohl die Aula als auch das Denkmal für Wilhelm IV. auf dem Platz einweihte. Dabei fand ebenfalls die Umbenennung des Neuen Markts in Wilhelmsplatz statt.
Wenige Monate nach Fertigstellung der Aula und den Feierlichkeiten zum Universitätsjubiläum überschattete allerdings der vom neuen König ausgelöste Hannoversche Verfassungskonflikt die Freude über das neue Gebäude, und die Universität musste den Verlust der Göttinger Sieben hinnehmen.

## Architektur
Das an der Verlängerung der Barfüßerstraße in Ecklage zur Burgstraße breit gelagerte Aulagebäude zeigt seine Schaufassade nach Süden zum Wilhelmsplatz ausgerichtet. Dessen Mitte betont ein fünfachsig vortretender, zweieinhalbgechossiger Mitteltrisalt mit Freitreppe, Haupteingang, kannelierter Pilastergliederung in den Obergeschossen und Dreiecksgiebel. Die zweigeschossigen Seitenflügel weisen nur je vier Fensterachsen auf und stehen auf mächtigen Sandsteinsockeln. Der Grundriss des Gebäudes ist T-förmig, wobei dessen Stamm von dem hinten mittig ansetzenden großen Festsaal der Großen Aula eingenommen wird. Die Formensprache der Architektur folgt dem preußischen Baumeister Karl Friedrich Schinkels, ohne dass eine direkte oder indirekte Einflussnahme auf Planung oder Ausführung bislang nachgewiesen werden konnte.

Im Dreiecksgiebel der Hauptfassade befindet sich reiche Bauplastik in Naturstein, geschaffen von dem damals am hannoverschen Hof tätigen Bildhauer Ernst von Bandel, der auch das gleichzeitig auf dem Platz vor der Aula eingeweihte Denkmal für König Wilhelm IV. schuf.

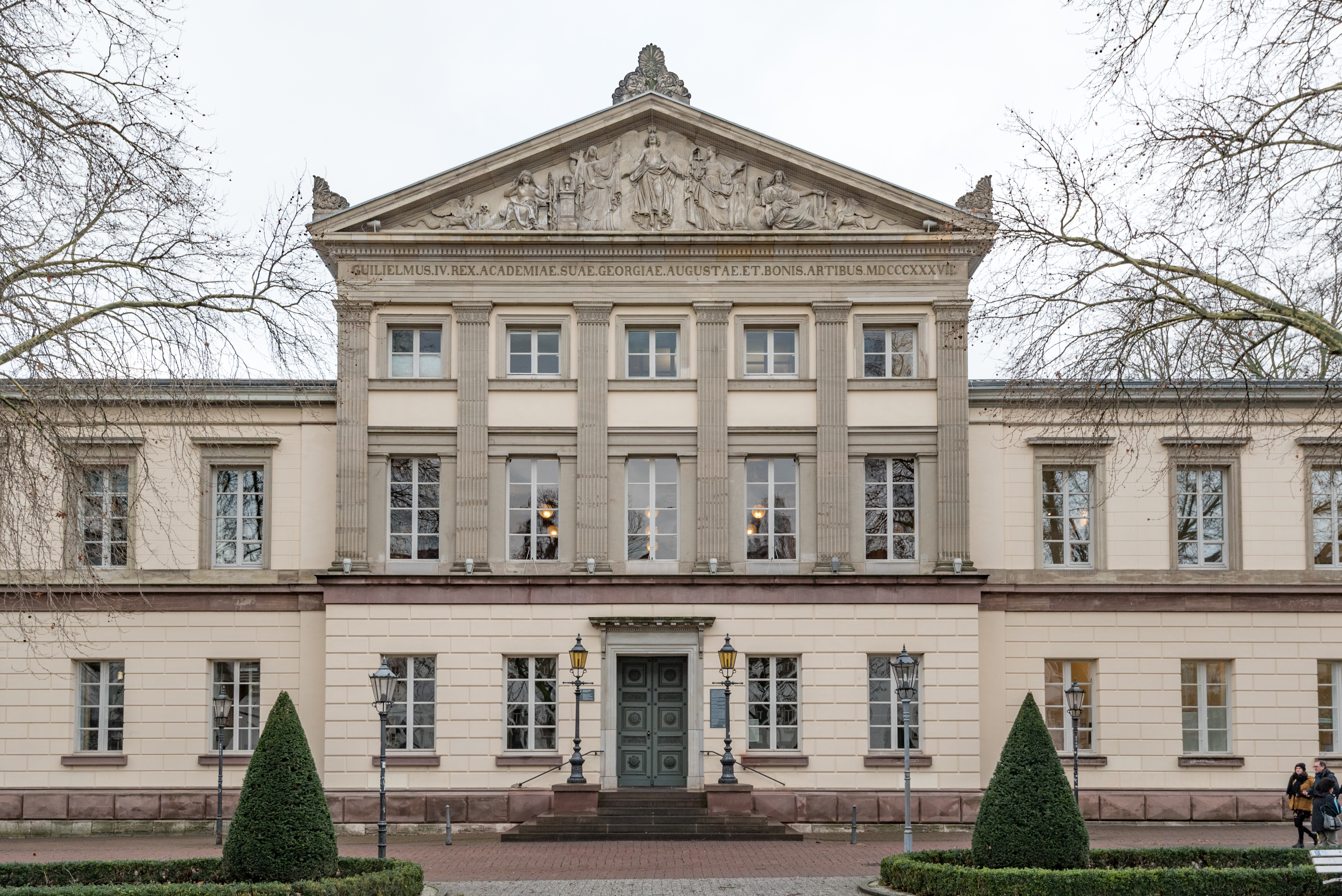
Mittelrisalit mit Haupteingang (2018)
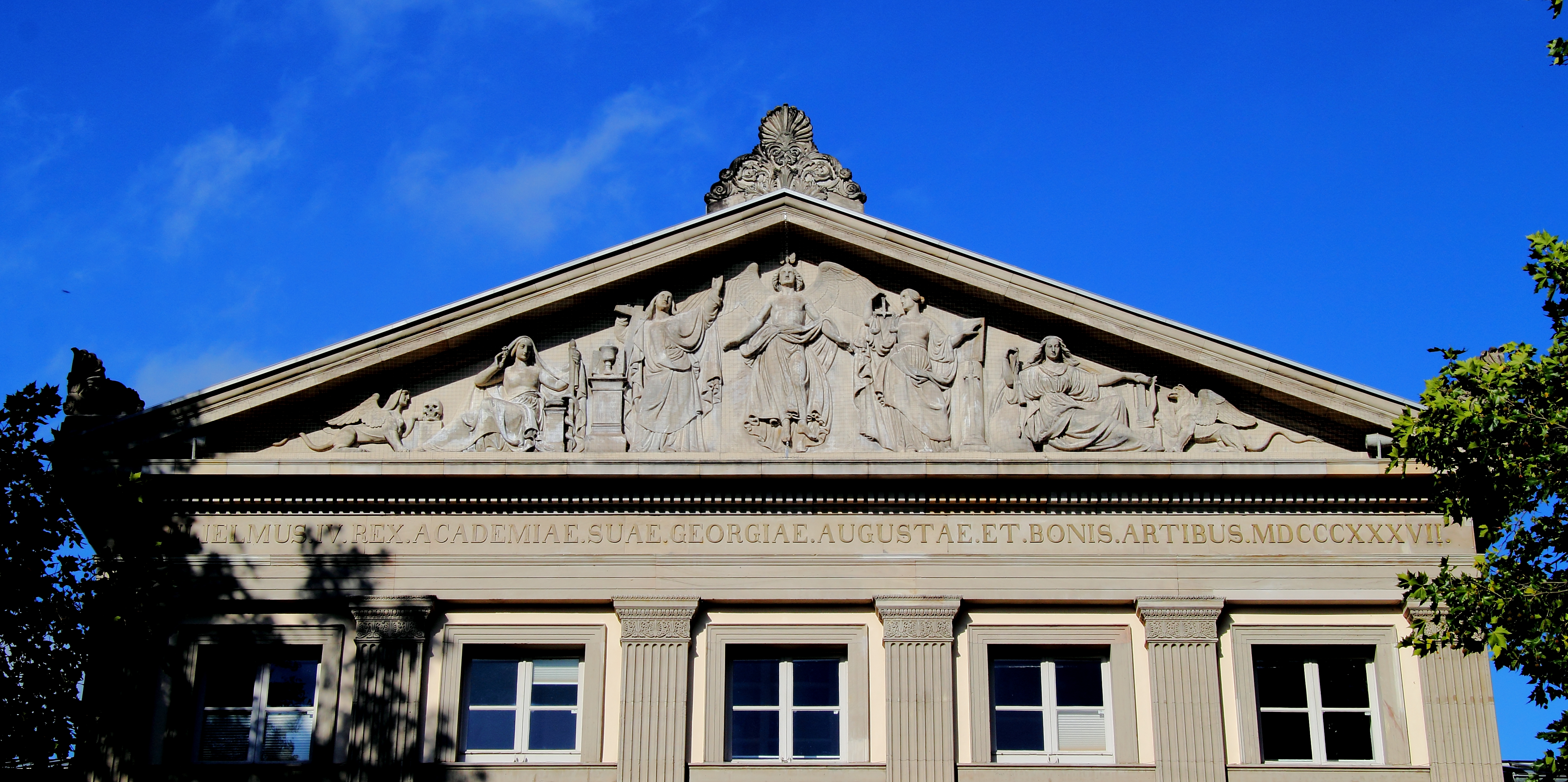
Tympanon mit den Allegorien der vier klassischen Fakultäten Theologie, Jura, Medizin und Philosophie
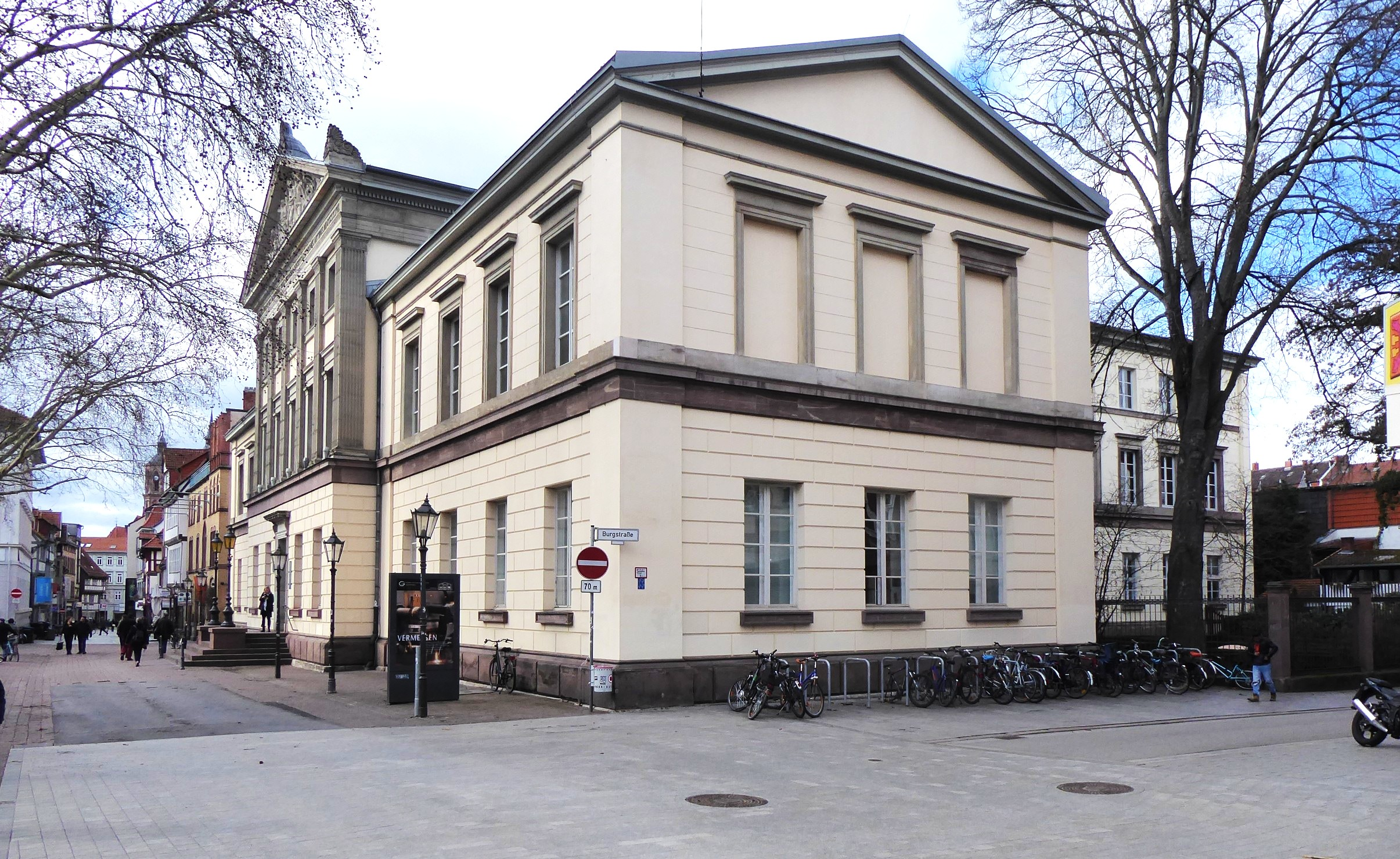
Ansicht von Südosten (2019)
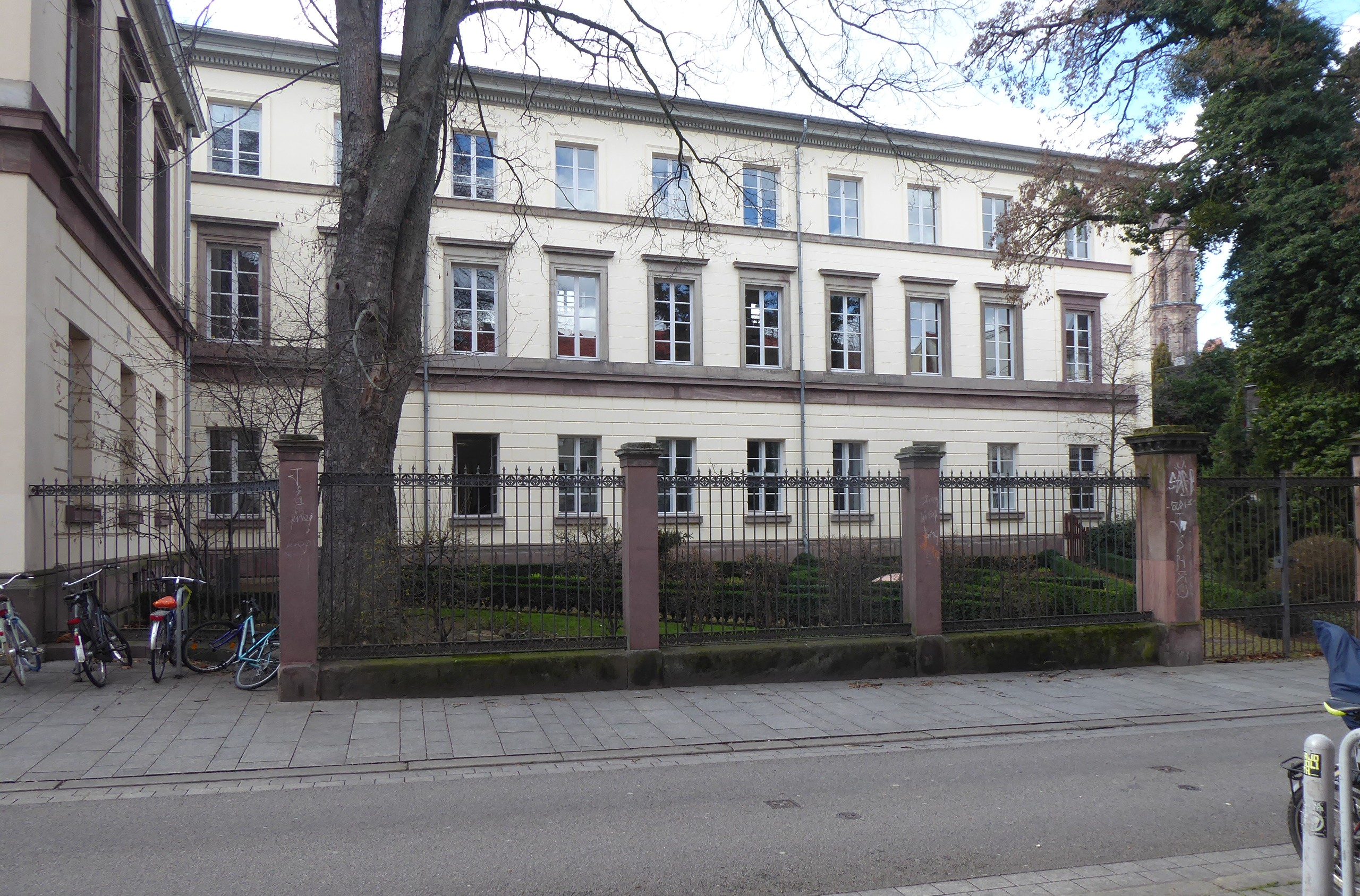
Seitenansicht von Osten auf den Flügel des Festsaals, davor der Aulagarten (2019)
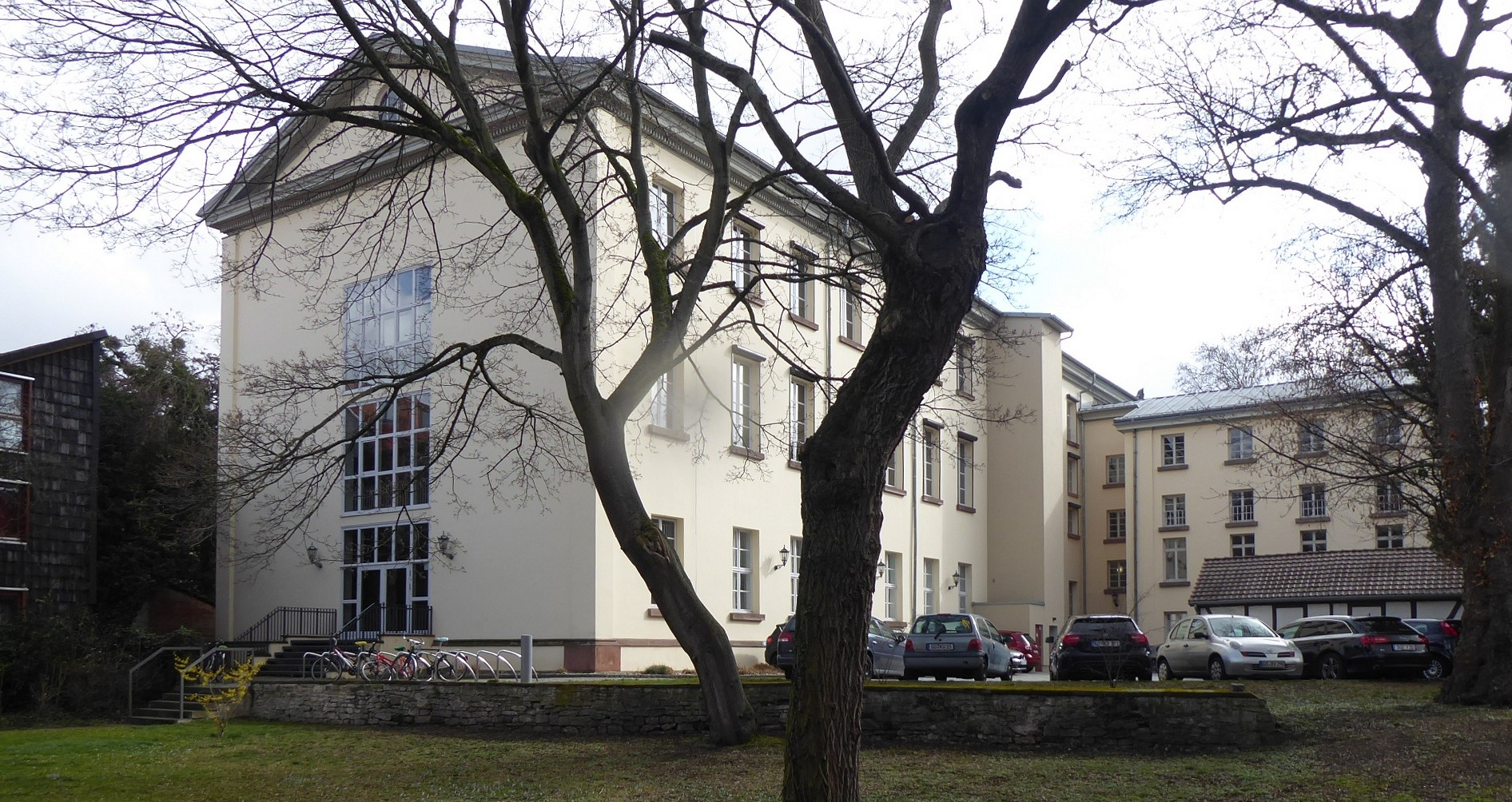
Rückwärtige Ansicht von Nordwesten, im Vordergrund der Trakt des großen Festsaals (2019)

## Innenräume
Im Innern erreicht der Besucher nach einem repräsentativen zweiläufigen Treppenhaus im Obergeschoss über eine Vorhalle und die Kleine Aula als wichtigsten Raum die Große Aula. Sie ist eine „in der Art einer griechischen Tempelcella angelegte“ langgestreckte, zweigeschossige Emporenhalle mit doppelter Säulenordnung und Kassettendecke. Der Raum fasst heute 552 Sitzplätze. Den Blickfang des Feststaals bildet am Nordende hinter dem Rednerpult die sogenannte Königswand mit heute sieben Landesherren-Porträts (fünf Gemälde und zwei Büsten) aus den Zeiten von der Gründung der Universität 1737 unter den britischen Königen, über die Könige von Hannover bis zum preußischen Kaiser Wilhelm I. Die Landesherrn hatten sich allesamt das Amt des Rektors vorbehalten; der höchste Repräsentant der Universität vor Ort in Göttingen war der Prorektor. Weiterer Schmuck der Aula sind weiße Marmorbüsten bedeutender Professoren auf freistehenden Sockeln vor den weiteren Wänden, die sich in das von Otfried Müller vorgegebene Raumprogramm einfügen. Zwei von ihnen wurden am 18. Juni 2009 bei einem Übergriff im Zusammenhang mit Protesten gegen die Studienbedingungen schwer beschädigt: David Hilbert sowie irreparabel Christian Gottlob Heyne.
Der Westflügel zur Straßenseite nimmt im Obergeschoss den Sitzungssaal der Akademie der Wissenschaften zu Göttingen auf. Er ist mit Wandmalereien geschmückt, die antiken Dekorationen von Pompeji und Herculaneum nachempfunden sind, während die Farben und Ornamente der griechischen Keramik entnommen sind.
Außer diesen Repräsentationsräumen dient das Aulagebäude heute auch als Sitz der Universitätsleitung. Im platzseitigen Gebäudeflügel befinden sich die Arbeitsräume und Büros des Universitätspräsidenten, des Vizepräsidenten mit ihren Referenten sowie die Abteilung Öffentlichkeitsarbeit und die Stabsstellen für Strategieentwicklung und Controlling (Stand 2023).

Innenräume
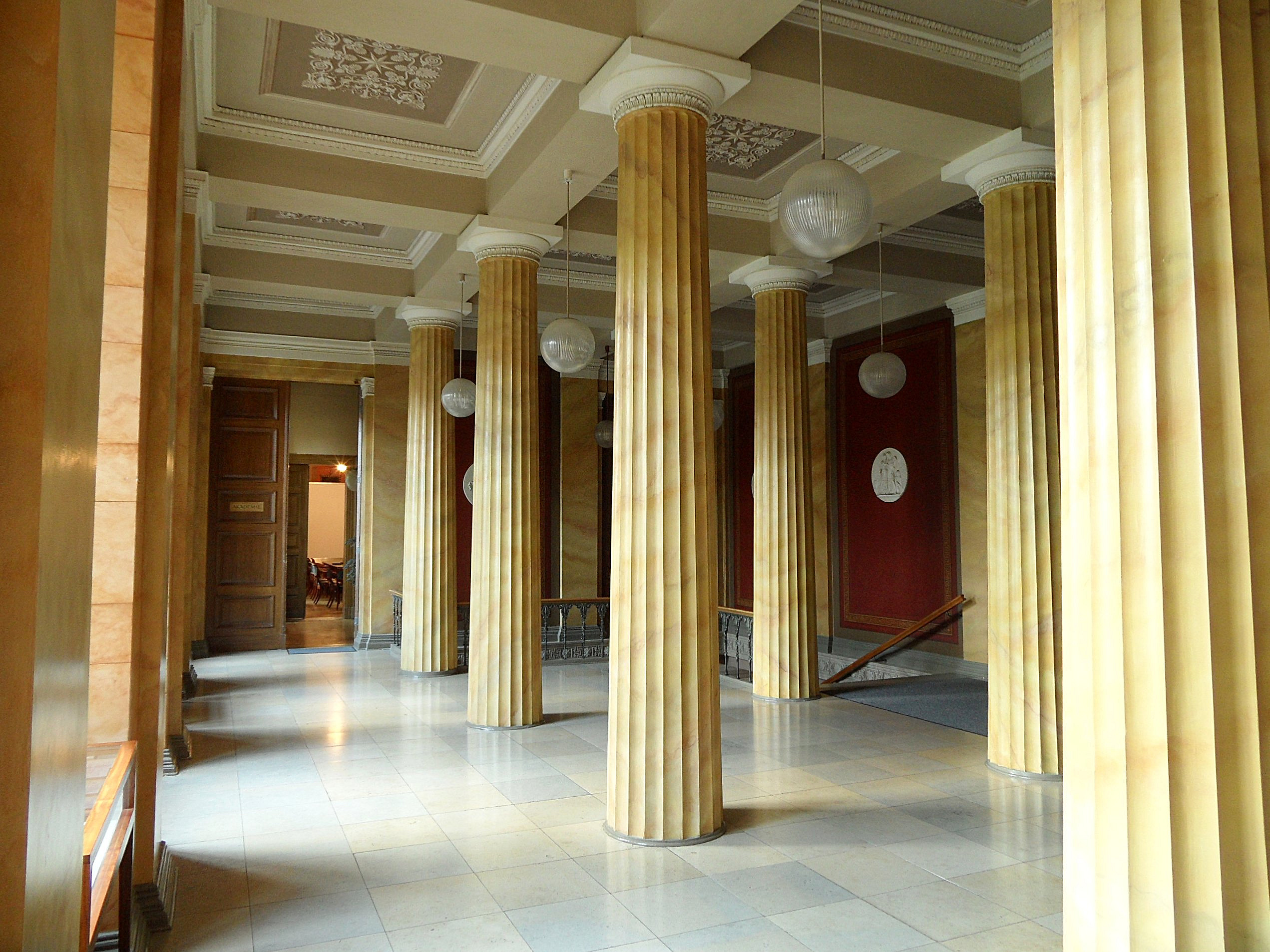
Treppenhalle im Obergeschoss (2014)
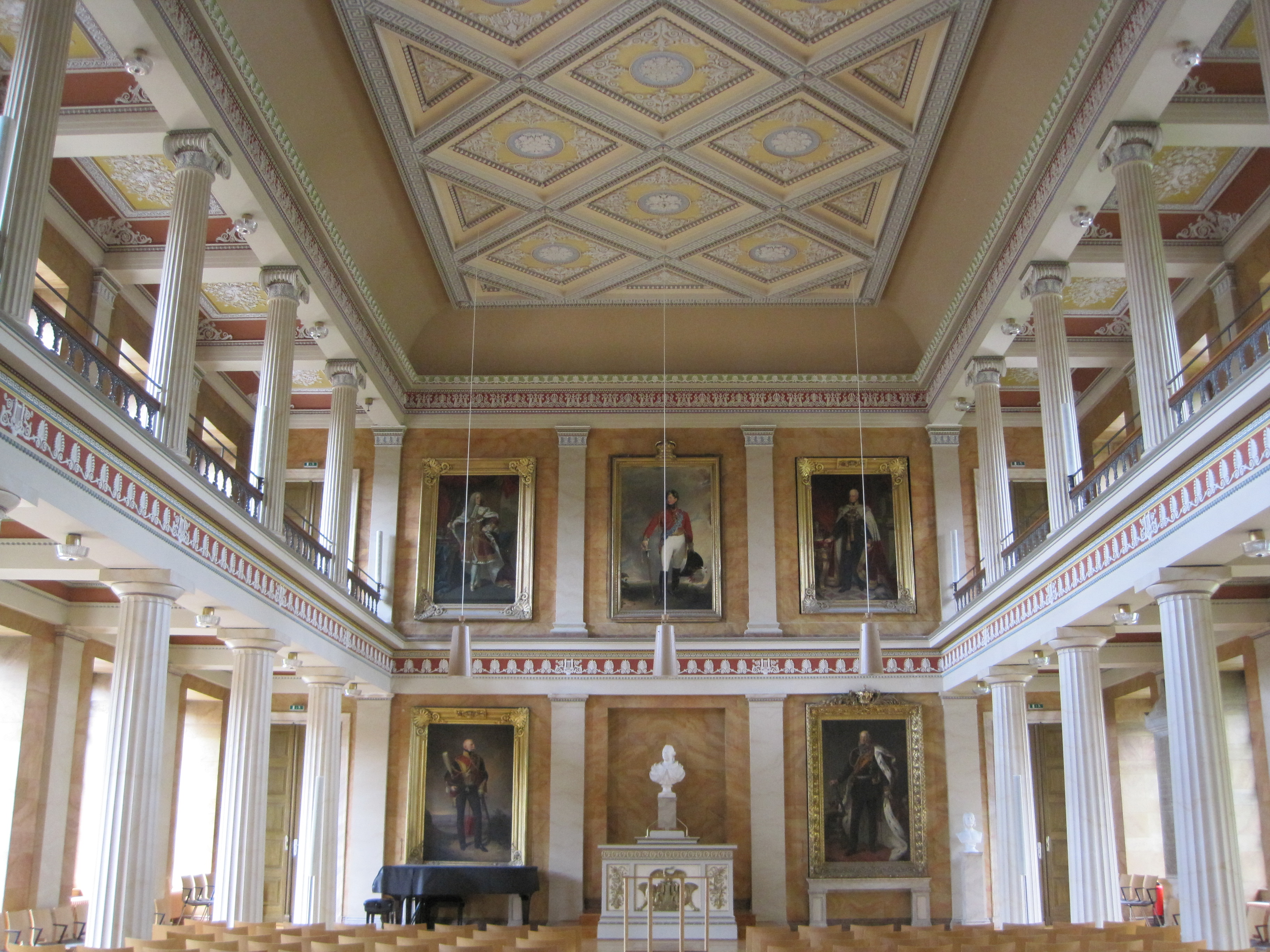
Große Aula, Blick durch das Mittelschiff nach Norden auf die sogenannte Königswand (2013)
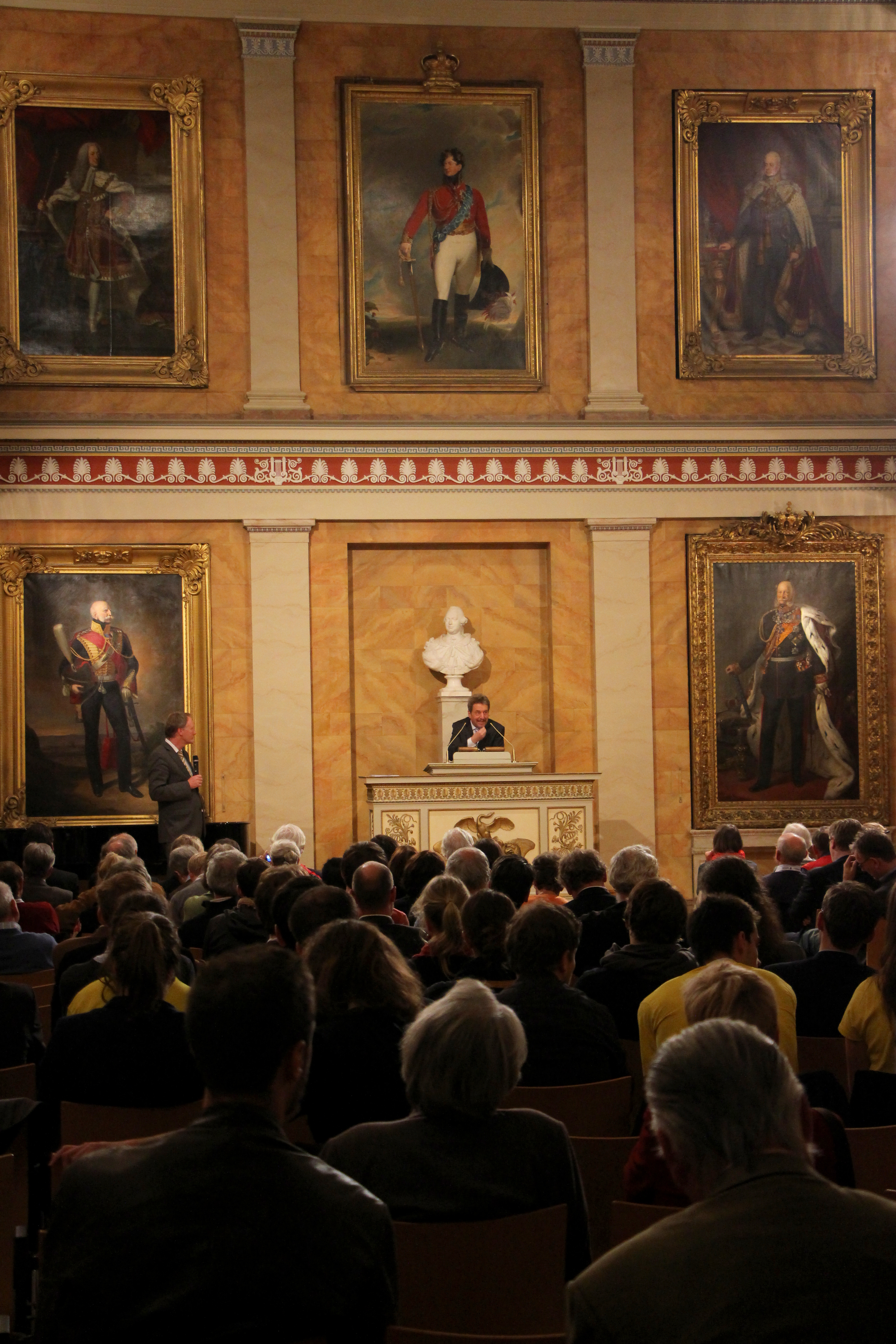
Abschlussvortrag des Göttinger Historikertags 2014
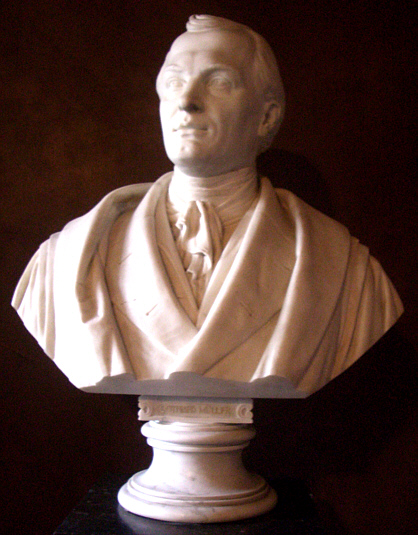
Büste Karl Otfried Müllers in der Aula
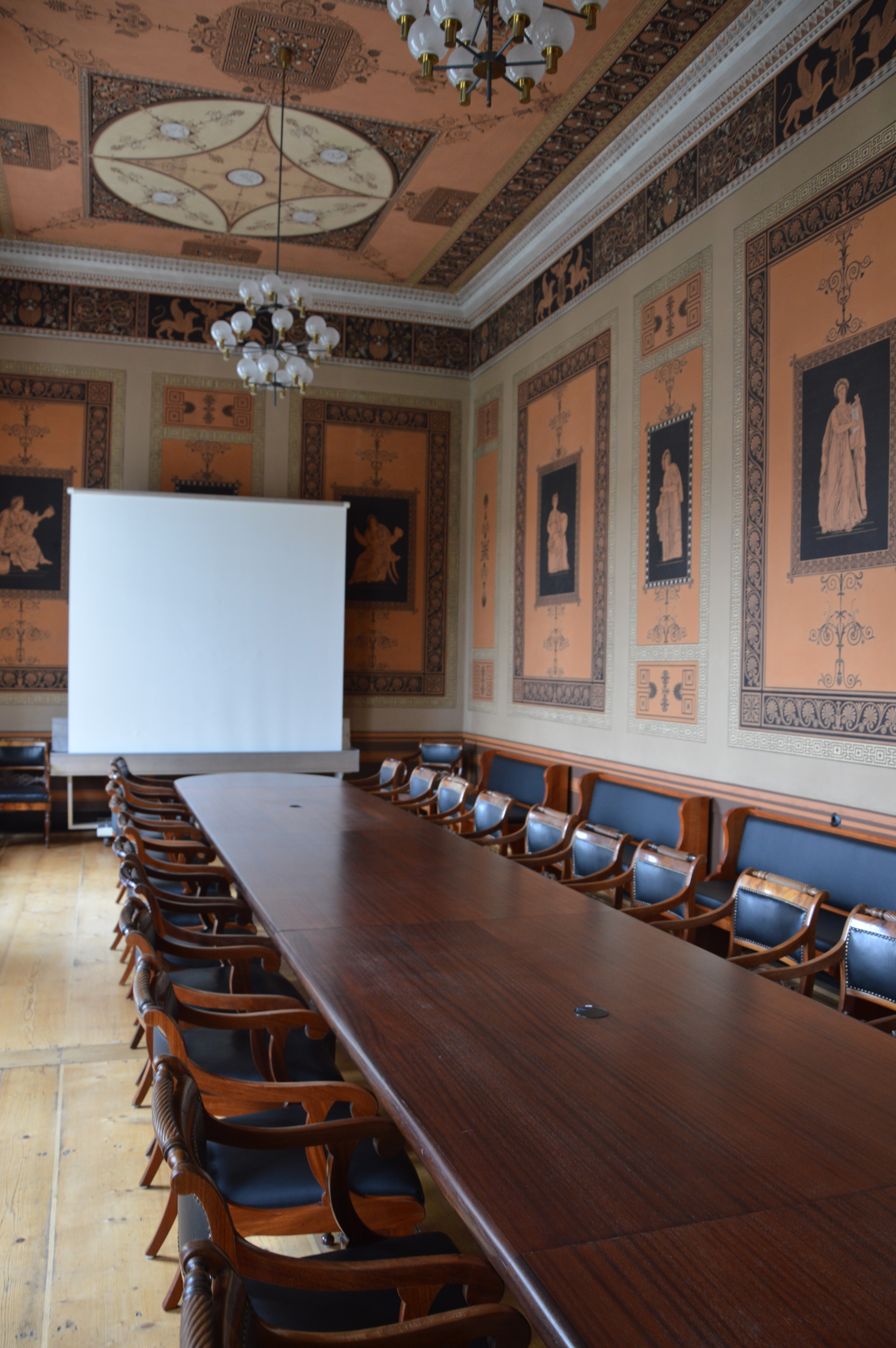
Akademiesaal (2016)

## Karzer

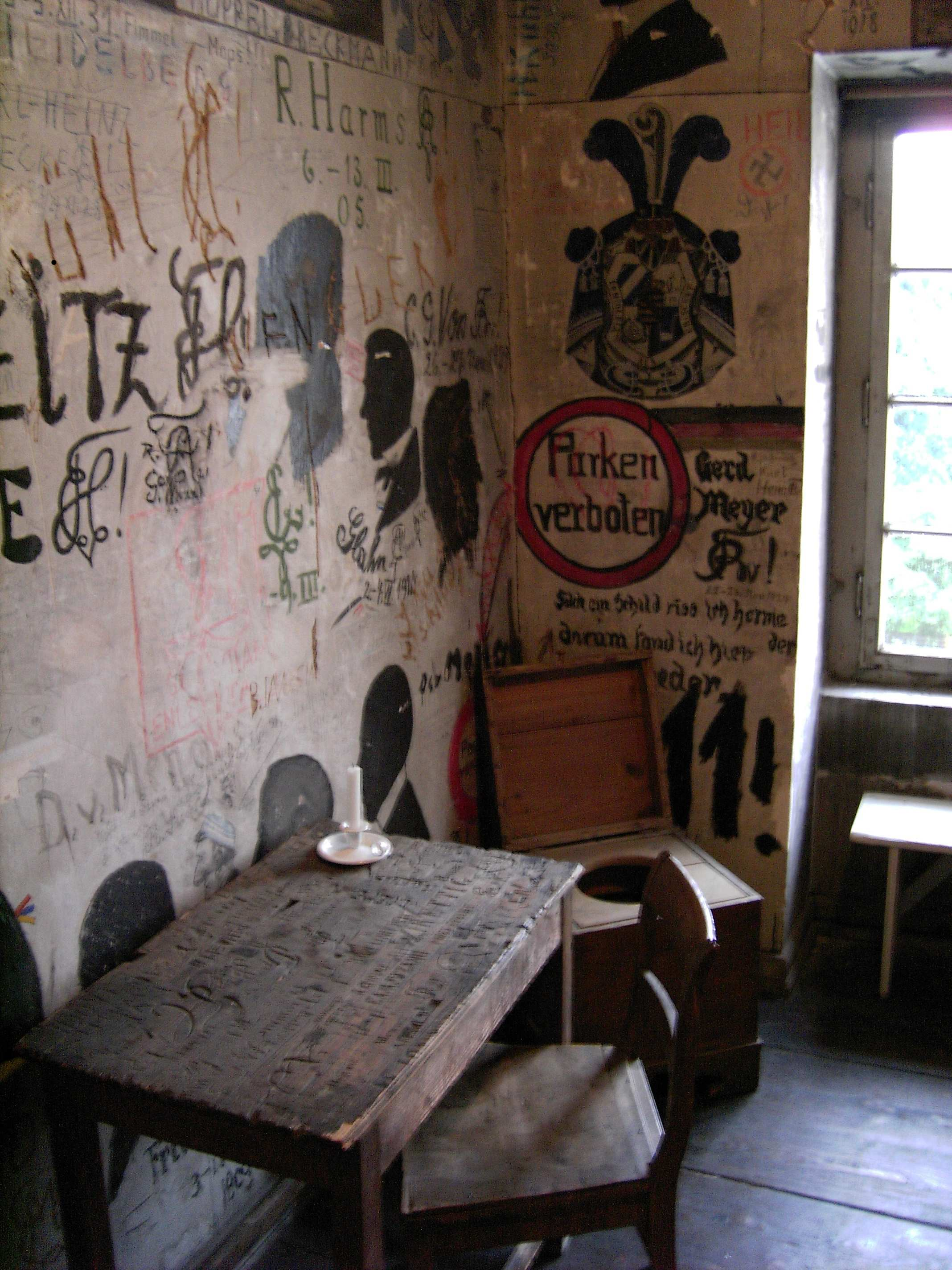
Zelle im Karzer (2005)

Der Karzer der Universität befindet sich auf zwei Etagen an der rückwärtigen Gartenseite des westlichen Flügels, also hinter dem Saal der Akademie. Im ersten und zweiten Stock sind hier je vier Zellen angeordnet, die farbenprächtig mit den naiven Malereien der einst einsitzenden Studenten versehen sind. Der spätere Reichskanzler Otto von Bismarck verbrachte hier insgesamt 18 Tage. Zeitweise gehörte es für den Göttinger Studenten sogar zum guten Ton, eine Nacht im Karzer verbracht und sich auf den weiß gekalkten Wänden verewigt zu haben. Der obere Karzer kann als kleines Museum der Universitäts- und Studentengeschichte mit der Aula besichtigt werden.
Bis ins 20. Jahrhundert hinein besaß die Universität die alleinige Gerichtsbarkeit über ihre Angehörigen. Für Göttinger Studenten war ein Aufenthalt von bis zu 14 Tagen Dauer möglich. Strafbare Vergehen waren unter anderem Beleidigung, öffentliche Trunksucht, nächtliches Lärmen, Faulheit und zu schnelles Reiten in der Stadt.

## Sonstiges
Der an der ostlichen Seite des Grundstücks öffnet sich zur Burgstraße der sogenannte Aulagarten. Er ist von Pfeilern und einem schmiedeeisernen Zaun eingefriedet und wurde 2001–2002 historisierend neu gestaltet.